# ArXiv
arXiv je arhiv za elektronske preprinte naučnih članaka u oblastima matematike, fizike, astronomije, računarstva, kvantitativne biologije, statistike, i kvantitativnih finansija koji su dostupni onlajn. U mnogim poljima matematike i fizike, skoro svi naučni članci su samoarhivirani u arXiv. arXiv.org je imao više od pola miliona članaka 3. oktobra 2008. Arhiva preprinta je bila 20 godina stara avgusta 2011. Do 2012. brzina rasta je dostigla nivo od 6000 članaka mesečno.

## Literatura
- Butler, Declan (2003). „Biologists Join Physics Preprint Club”. Nature. 425 (6958): 548. PMID 14534551. doi:10.1038/425548b.
- Choi, Charles Q. (2003). „Biology's New Online Archive”. The Scientist. Архивирано из оригинала 13. 03. 2005. г. Приступљено 07. 07. 2012.
- Giles, Jim (2003). „Preprint Server Seeks Way to Halt Plagiarists”. Nature. 426 (6962): 7. PMID 14603280. doi:10.1038/426007a.
- Ginsparg, Paul (1997). „Winners and Losers in the Global Research Village”. The Serials Librarian. 30 (3–4): 83—95. doi:10.1300/J123v30n03_13. Архивирано из оригинала 19. 10. 2017. г. Приступљено 07. 07. 2012.
- Halpern, Joseph Y. (1998). „A Computing Research Repository”. D-Lib Magazine. 4 (11). doi:10.1045/november98-halpern.
- Halpern, Joseph Y. (2000). „CoRR: A Computing Research Repository”. Journal of Computer Documentation. 24 (2): 41—48. arXiv:cs.DL/0005003 .
- Luce, Richard E. (2001). „E-Prints Intersect the Digital Library: Inside the Los Alamos arXiv”. Issues in Science and Technology Librarianship (29).
- McKiernan, Gerry (2000). „arXiv.org: The Los Alamos National Laboratory E-Print Server” (PDF). The International Journal on Grey Literature. 1 (3): 127—138. doi:10.1108/14666180010345564. Архивирано из оригинала (PDF) 5. 5. 2005. г. Приступљено 07. 07. 2012.
- Pinfield, Stephen (2001). „How Do Physicists Use an E-Print Archive? Implications for Institutional E-Print Services”. D-Lib Magazine. 7 (12). doi:10.1045/december2001-pinfield.
- Quigley, Brian (2000). „Physics Databases and the Los Alamos e-Print Archive”. EContent. 23 (5): 22—26.
- Taubes, Gary (1993). „Publication by Electronic Mail Takes Physics by Storm”. Science. 259 (5099): 1246—1248. Bibcode:1993Sci...259.1246T. PMID 17732237. doi:10.1126/science.259.5099.1246.
- Warner, Simeon (2001). „Open Archives Initiative Protocol Development and Implementation at arXiv”. arXiv:cs/0101027  [cs].
- „What Is q-bio?”. Open Access Now. 2004. Архивирано из оригинала 21. 3. 2008. г. Приступљено 07. 07. 2012.

## Spoljašnje veze
- Zvanični veb-sajt
- Glanz, James (1. 5. 2001). „The World of Science Becomes a Global Village; Archive Opens a New Realm of Research”. New York Times.